# 隶部
隶部，為漢字索引中的部首之一，康熙字典214個部首中的第一百七十一個（八劃的則為第五個）。在傳統漢字與中文簡化字中，其都被歸為八劃部首。隶部只以右方為部字。且無其他部首可用者將部首歸為隶部。

## 部首單字解釋
1.又讀ㄧˋ，追及，同「逮」。見說文。
2.與。見集韻。
3.本。見集韻。

## 名稱
- 漢語：隶部　（拼音：dàibù　注音：ㄉㄞˋ ㄅㄨˋ）

## 字例
（依Unicode排名）
| 除部首外之筆劃 | 字例 |
| -------------- | ---- |
| 0              |      |
| 7              | 𨽻   |
| 8              | 隷   |
| 9              | 隸   |